# Верхньосадівська сільська рада
Верхньосаді́вська сільська́ ра́да — адміністративно-територіальна одиниця та орган місцевого самоврядування у складі Бахчисарайського району Автономної Республіки Крим. Адміністративний центр — село Верхньосадове.

## Загальні відомості
- Територія ради: 4,282 км²
- Населення ради: 5 068 осіб (станом на 2001 рік)

## Населені пункти
Сільській раді були підпорядковані населені пункти:
- с. Верхньосадове
- с. Дальнє
- с. Камишли
- с. Пироговка
- с. Поворотне
- с. Фронтове
- с. Фруктове

## Склад ради
Рада складалася з 30 депутатів та голови.
- Голова ради: Хрячков Михайло Михайлович
- Секретар ради: Ігнатьєва Надія Дмитрівна

### Керівний склад попередніх скликань
| Прізвище, ім'я, по батькові | Основні відомості                                                 | Дата обрання | Дата звільнення |
| --------------------------- | ----------------------------------------------------------------- | ------------ | --------------- |
| Хрячков Михайло Михайлович  | Сільський голова, 1949 року народження, освіта вища, безпартійний | 26.03.2006   | 31.10.2010      |
| Хрячков Михайло Михайлович  | Сільський голова, 1949 року народження, освіта вища, безпартійний | 31.10.2010   |                 |

Примітка: таблиця складена за даними сайту Верховної Ради України

### Депутати
За результатами місцевих виборів 2010 року депутатами ради стали:

#### За суб'єктами висування
| Суб'єкт висування                                       | Кількість обраних депутатів | %    |
| ------------------------------------------------------- | --------------------------- | ---- |
| Партія регіонів                                         | 17                          | 56,7 |
| Комуністична партія України                             | 5                           | 16,7 |
| Народно-демократична партія (НДП)                       | 3                           | 10   |
| Самовисування                                           | 3                           | 10   |
| Партія Зелених України                                  | 1                           | 3,3  |
| Політична партія Всеукраїнське об'єднання «Батьківщина» | 1                           | 3,3  |

#### За округами
| № округу                                                | Прізвище, ім'я, по батькові      | Дата визнання обраним | Освіта  | Партійна приналежність                        | Відомості про обраного депутата                               |
| ------------------------------------------------------- | -------------------------------- | --------------------- | ------- | --------------------------------------------- | ------------------------------------------------------------- |
| Комуністична партія України                             |                                  |                       |         |                                               |                                                               |
| 8                                                       | Цикалов Сергій Валентинович      | 01.11.2010            | вища    | позапартійний                                 | ЧП Спеція-ЮГ, зав. виробництвом                               |
| 14                                                      | Машурова Надія Йосипівна         | 01.11.2010            | вища    | позапартійна                                  | пенсіонер                                                     |
| 17                                                      | Штепенко Михайло Іванович        | 01.11.2010            | вища    | позапартійний                                 | ДП «СВЗ», механік цеха № 2                                    |
| 21                                                      | Вітковський Михайло Вікторович   | 01.11.2010            | середня | позапартійний                                 | ДП «Садовод», механізатор                                     |
| 25                                                      | Калініна Наталія Михайлівна      | 01.11.2010            | середня | позапартійна                                  | ПП «Союз-Лад», майстер ЖКГ                                    |
| Народно-демократична партія (НДП)                       |                                  |                       |         |                                               |                                                               |
| 7                                                       | Енгельгардт Раїса Петрівна       | 01.11.2010            | середня | член Народно-демократичної партії (НДП)       | ДП «Садовод», охоронець                                       |
| 23                                                      | Пивовар Сергій Миколайович       | 01.11.2010            | середня | позапартійний                                 | Приднепровська залізниця, старшина стрелковой команди         |
| 26                                                      | Поліщук Олександр Сергійович     | 01.11.2010            | середня | член Народно-демократичної партії (НДП)       | ЗАТ Софії Перовської, охоронець                               |
| Партія Зелених України                                  |                                  |                       |         |                                               |                                                               |
| 12                                                      | Бороніна Валентина Олександрівна | 01.11.2010            | вища    | член Партії Зелених України                   | міська лікарня № 4, лікар-терапевт                            |
| Партія регіонів                                         |                                  |                       |         |                                               |                                                               |
| 1                                                       | Кравцова Олена Сергіївна         | 01.11.2010            | вища    | член Партії регіонів                          | Севастопольський виноробний завод, юрист                      |
| 3                                                       | Мошковська Людмила Миколаївна    | 01.11.2010            | вища    | член Партії регіонів                          | Верхньосадівська сільська рада, спеціаліст-землеустроитель    |
| 5                                                       | Кондирєва Тетяна Григорівна      | 01.11.2010            | вища    | член Партії регіонів                          | загальноосвітня школа № 55, вчитель                           |
| 9                                                       | Рубцова Галина Іванівна          | 01.11.2010            | вища    | член Партії регіонів                          | пенсіонер                                                     |
| 10                                                      | Ігнатьєва Надія Дмитрівна        | 01.11.2010            | вища    | член Партії регіонів                          | Верхньосадівська сільська рада, секретар сільської ради       |
| 11                                                      | Шепелев Михайло Володимирович    | 01.11.2010            | середня | член Партії регіонів                          | приватний підприємець                                         |
| 13                                                      | Шепелева Людмила Володимирівна   | 01.11.2010            | середня | член Партії регіонів                          | Філіал № 38 ЦБС, бібліотекар                                  |
| 15                                                      | Прус Тетяна Іванівна             | 01.11.2010            | вища    | член Партії регіонів                          | ДДУ № 113, методист                                           |
| 16                                                      | Тюлін Сергій Геннадійович        | 01.11.2010            | вища    | член Партії регіонів                          | пенсіонер                                                     |
| 18                                                      | Максимов Євген Жоржевич          | 01.11.2010            | вища    | член Партії регіонів                          | в/ч 40136, інженер                                            |
| 19                                                      | Ігнатьєв Михайло Григорович      | 01.11.2010            | вища    | член Партії регіонів                          | Севміськводоканал, майстер                                    |
| 20                                                      | Маковчук Віктор Олександрович    | 01.11.2010            | середня | член Партії регіонів                          | Сімферопольська дистанція залізниці, ремонтник штучних споруд |
| 22                                                      | Ізюмова Лідія Федотівна          | 01.11.2010            | вища    | член Партії регіонів                          | ДЮК, педагог-організатор                                      |
| 24                                                      | Безотосний Олег Анатолійович     | 01.11.2010            | середня | член Партії регіонів                          | приватний підприємець                                         |
| 28                                                      | Андрео Костянтин Костянтинович   | 01.11.2010            | середня | член Партії регіонів                          | УМВС України, службовець                                      |
| 29                                                      | Ковшова Любов Михайлівна         | 01.11.2010            | середня | член Партії регіонів                          | приватний підприємець                                         |
| 30                                                      | Невська Валентина Миколаївна     | 01.11.2010            | середня | член Партії регіонів                          | Культурний комплекс" Карабел", зав. клубом                    |
| Політична партія Всеукраїнське об'єднання «Батьківщина» |                                  |                       |         |                                               |                                                               |
| 6                                                       | Халілова Ленура Ебазерівна       | 01.11.2010            | вища    | член Всеукраїнського об'єднання «Батьківщина» | загальноосвітня школа № 55, вчитель                           |
| Самовисування                                           |                                  |                       |         |                                               |                                                               |
| 2                                                       | Маніленко Катерина Сергіївна     | 01.11.2010            | вища    | позапартійна                                  | тимчасово не працює                                           |
| 4                                                       | Зеленцова Олена Володимирівна    | 01.11.2010            | середня | член Партії регіонів                          | фельдшерсько-акушерський пункт с. Фронтове, медсестра         |
| 27                                                      | Філімонов Олександр Валентинович | 09.01.2011            | вища    | позапартійний                                 | в/ч 13189, охоронець                                          |

## Суб'єкти господарської діяльності
На території ради розташовані:
- державне підприємство «Садівник» (садівництво, виноградарство, тваринництво, первинне виноробство);
- відділення Ялтинського ботанічного саду (село Дальнє);
- відділення ЗАТ імені Софії Петровської (садівництво, виноградарство, виноробство) тощо.